# Imerina
Imerina (vers 1540-1897) va ser un regne pre-colonial davant de la costa del sud-est d'Àfrica que, en el segle XIX  va arribar a dominar la major part del que és ara Madagascar. Es va estendre cap a l'exterior des d′Imerina, l'altiplà central de la regió principalment habitat pels merines, amb capital espiritual a Ambohimanga i capital política a 24 km a l'oest, a Antananarivo, que actualment és la seu del govern per l'estat modern de Madagascar. Ells reis i reines merines que van governar a Madagascar al segle xix eren els descendents d'una llarga línia hereditària de la reialesa merina originada amb Andriamanelo, que tradicionalment és considerat el fundador d'Imerina vers 1540.

## Història

### Conflicte Hova-Vazimba

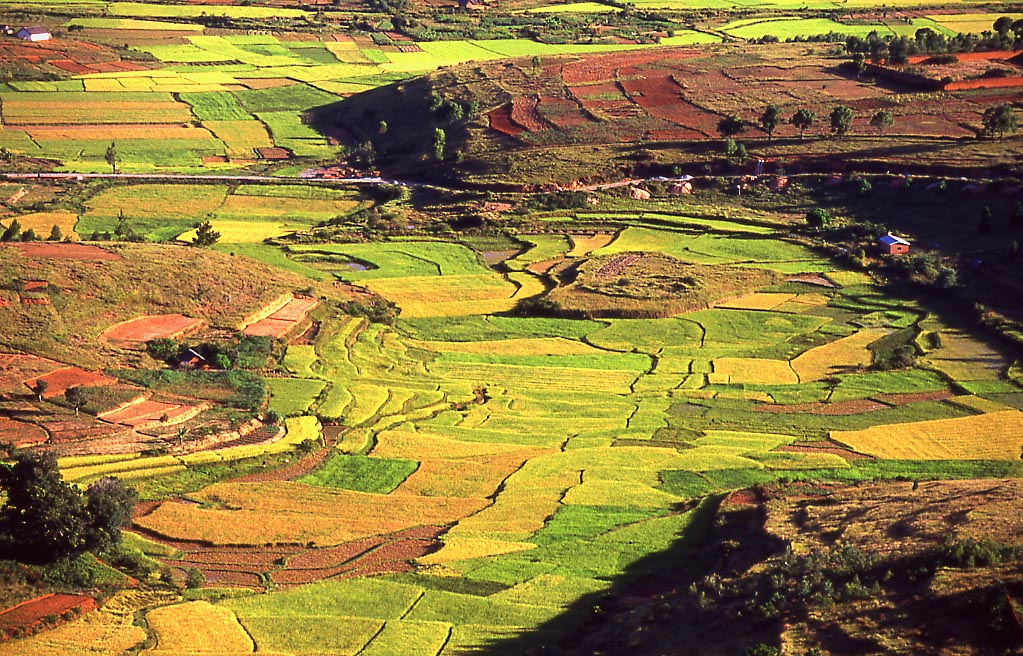
Andriamanelo va fer la guerra contra els vazimbes en un esforç per expulsar-los des de les terres altes.

L'altiplà central de Madagascar va ser les primeres terres de l'illa a estar habitat entre el 200 aC–300 dC i allí es van assentar els primers pobladors, els vazimbes, que es creu que van arribar amb piragües des del sud-est de Borneo i van establir poblacions als densos boscos de l'illa. Per al segle xv els hoves que vivien a la costa del sud-est, van emigrar a l'altiplà central on van establir poblacions als turons intercalats entre els ja existents assentaments vazimbes, que foren governats per reis i reines locals. Els dos pobles van coexistir pacíficament durant diverses generacions i es van casar entre ells. D'aquesta manera, una reina vazimba (el nom de la qual s'esmenta a la història oral, com Rafohy o Rangita) es va casar amb una home hova anomenat Manelobe. El seu fill gran, Andriamanelo (1540-1575) va trencar amb la tradició desencadenant una sèrie de guerres victorioses per subjectar a les comunitats vazimbes veïnes a les que va obligar a sotmetre's als hova i assimilar-se, o a fugir.
Andriamanelo va ser succeït pel seu fill Ralambo (1575-1612), del qual els perdurable i significatius èxits, polítics i culturals, li van permetre guanyar un estatus d'heroi i esdevenir un personatge mític entre els antics sobirans d'Imerina. Ralambo va ser el primer a assignar el nom d'Imerina ("Terra dels merines") als territoris de la part central de l'altiplà on va governar. Ralambo va ampliar i defensar el Regne d'Imerina a través d'una combinació de diplomàcia i accions militars victorioses, ajudat per la compra de les primeres armes de foc vistes a Imerina a través del comerç amb els regnes a la costa. La Imposició d'una capitació fiscal per primera vegada (la vadin-aina, o "el preu per la vida segura"), va aconseguir establir el primer exèrcit reial merina i va establir unitats de ferrers i argenters per equipar-los. Va ser notable com va rebutjar un intent d'invasió per part d'un exèrcit poderós dels pobles costaners de l'oest, els betsimisaraka. Segons la història oral, els bestiar salvatge de zebus que recorria les terres altes van ser domesticat per a l'alimentació a Imerina, sota el regnat de Ralambo, i va introduir la pràctica del menjar d'aquest bestiar, així com la tradicional cerimònia de la fandroana (el "Bany Reial"), per celebrar el seu descobriment culinari.
Després de l'èxit del seu pare, Andrianjaka (1612-1630) va liderar amb èxit una campanya militar per capturar els darrers reductes vazimbes en les parts altes de la muntanya de Analamanga. Hi va establir un lloc fortificat (rova) que va formar el cor de la seva nova ciutat capital d'Antananarivo. A les seves ordres es van construir les primeres estructures dins d'aquesta fortalesa (coneguda com la Rova d'Antananarivo): diverses cases reials tradicionals, i plans per a una sèrie de tombes reials. Aquests edificis van tenir una significació perdurable política i espiritual, que va garantir la seva conservació fins a ser destruïts per un incendi l'any 1995. Andrianjaka va aconseguir una considerable quantitat d'armes de foc i de pólvora, materials que el va ajudar a establir i conservar el seu domini a Imerina i encara ampliar-lo. Socialment es van establir al regne quatre classes socials:
- Els nobles (Andriana)
- Els ciutadans lliures (Hova)
- Els serfs (Mainty)
- Els esclaus (Andevo)

### Expansió de la sobirania
La vida política a l'illa des del segle xvi es va caracteritzar per esporàdics conflictes entre els merines i els regnes sakalaves, originats per les expedicions sakalaves a terres merines a la cerca d'esclaus.

### La divisió i la guerra civil
El rei Andriamasinavalona (vers 1675-1710) va ampliar les fronteres del regne rtant cap a l'est com cap a l'oest i el va portar a la seva major extensió fins aleshores, però al final del seu regnat va repartir el regne entre els seus quatre fills preferits, originant una profunda i persistent fragmentació i la guerra entre els principats d'Imerina.

### Reunificació

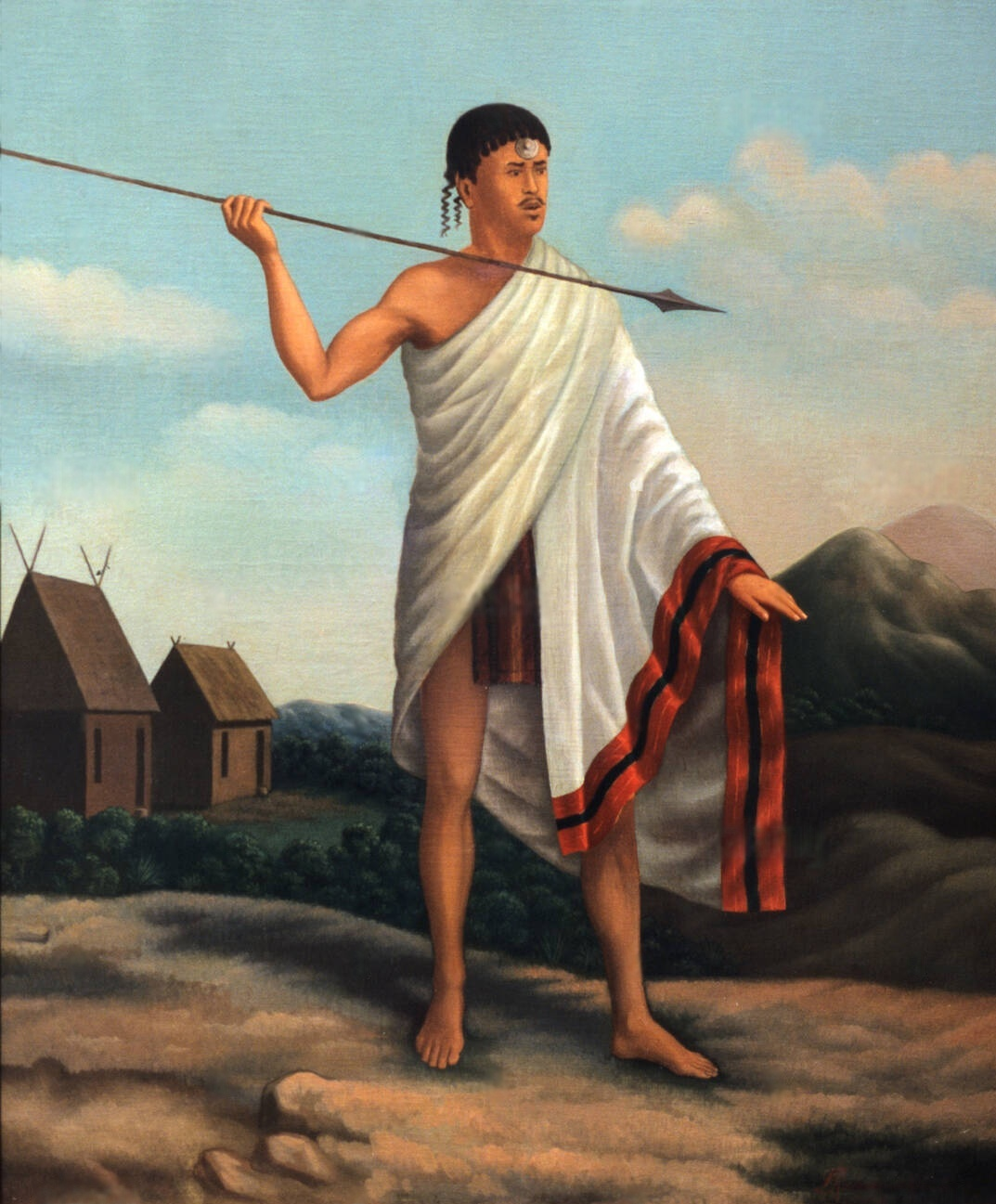
Rei Andrianampoinimerina (vers. 1787-1810)

Va ser en aquest context, el 1787, que el príncep Ramboasalama, nebot del rei Andrianjafy d'Ambohimanga (un dels quatre regnes dels merines) va expulsar del tron al seu oncle i va prendre el poder amb el nom de regnat d'Andrianampoinimerina. El nou rei va utilitzar tant la diplomàcia i les aliances com la força per reunificar Imerina amb la intenció final de posar tota l'illa de Madagascar sota el seu govern ("la mar és el límit de les meves terres"). Va crear guarnicions a tots els confins del regne i va establir un sistema d'administració de l'estat (administració territorial, justícia, impostos

### Regne de Madagascar
Aquest objectiu va ser en gran manera completat sota el seu fill, Radama I el Gran ("the Great" (Lehidama), rei des de 1810, que va ser el primer a admetre regularment missioners i diplomàtics europeus a Antananarivo. Fou reconegut el 1817 com a rei de Madagascar pel Regne Unit que el va ajudar militarment i culturalment, a canvi del final de l'esclavatge. Entre 1822 i 1827 va sotmetre els regnes Betsileo, Betsimisaraka i Sakalava. El 1825 el malgaix va esdevenir una llengua escrita i el 1827 uns quatre mil malgaixos sabien llegir i escriure i les escoles es van multiplicar. Les religions protestants s'estenien al mateix temps que el comerç amb Europa. El 1827 va derrotar a la reina Tsiomeko de Boina i va conquerir el darrer regne important, el regne sakalava de Boina. A la seva mort el 1828 el va succeir la seva vídua Ranavalona I.
El 33 anys de regnat de la reina Ranavalona I, es van caracteritzar per una lluita per conservar l'aïllament cultural de Madagascar de la modernitat, especialment representada per francesos i britànics. Fou anomenada la "Reina boja" i la "Cal·lígula femenina". Va trencar amb els britànics i va expulsar els seus missioners i va establir una incipient industria (sobretot d'armament) modernitzant l'exèrcit, amb el que va poder resistir una temptativa de desembarcament franco-britànic a Tamatave el 1845. Però el regne estava atemorit per la por a la reina i als seus mètodes.
El seu fill i hereu, el rei Radama II (1861-1863), va signar amb la impopular Carta Lambert donant a l'empresari francès Joseph-François Lambert drets exclusius per a molts dels recursos de l'illa. La seva les polítiques liberals van molestar a l'aristocràcia, fins que finalment el primer ministre Rainivoninahitriniony va estrangular al rei en un cop d'estat. Aquesta revolució aristocràtica va suposar la pujada al tron de la reina vídua Rasoherina, després de la seva acceptació de la monarquia constitucional que va donar més poders al Primer Ministre. Va substituir al primer ministre pel seu propi germà, Rainilaiarivony, que va conservar el càrrec durant tres dècades i es va casar amb cada reina successiva. La següent sobirana fou Ranavalona II (1868-1883), que va convertir la nació al cristianisme i va cremar tots els sampy (els talismans ancestrals reials) en una cerimònia pública. L'última reina merina fou Ranavalona III, que va accedir al tron a l'edat de 22 anys i va ser exiliada a l'illa de la Reunió i més tard a l'Algèria francesa després de l'establiment del protectorat sobre l'illa pels francesos el 1896 i la seva conversió en colònia el 1897. Cal dir que el 1894 l'illa comptava uns dos-cents mil alumnes a les escoles, el que el convertia en un dels països més escolaritzats del món.

### La colonització francesa

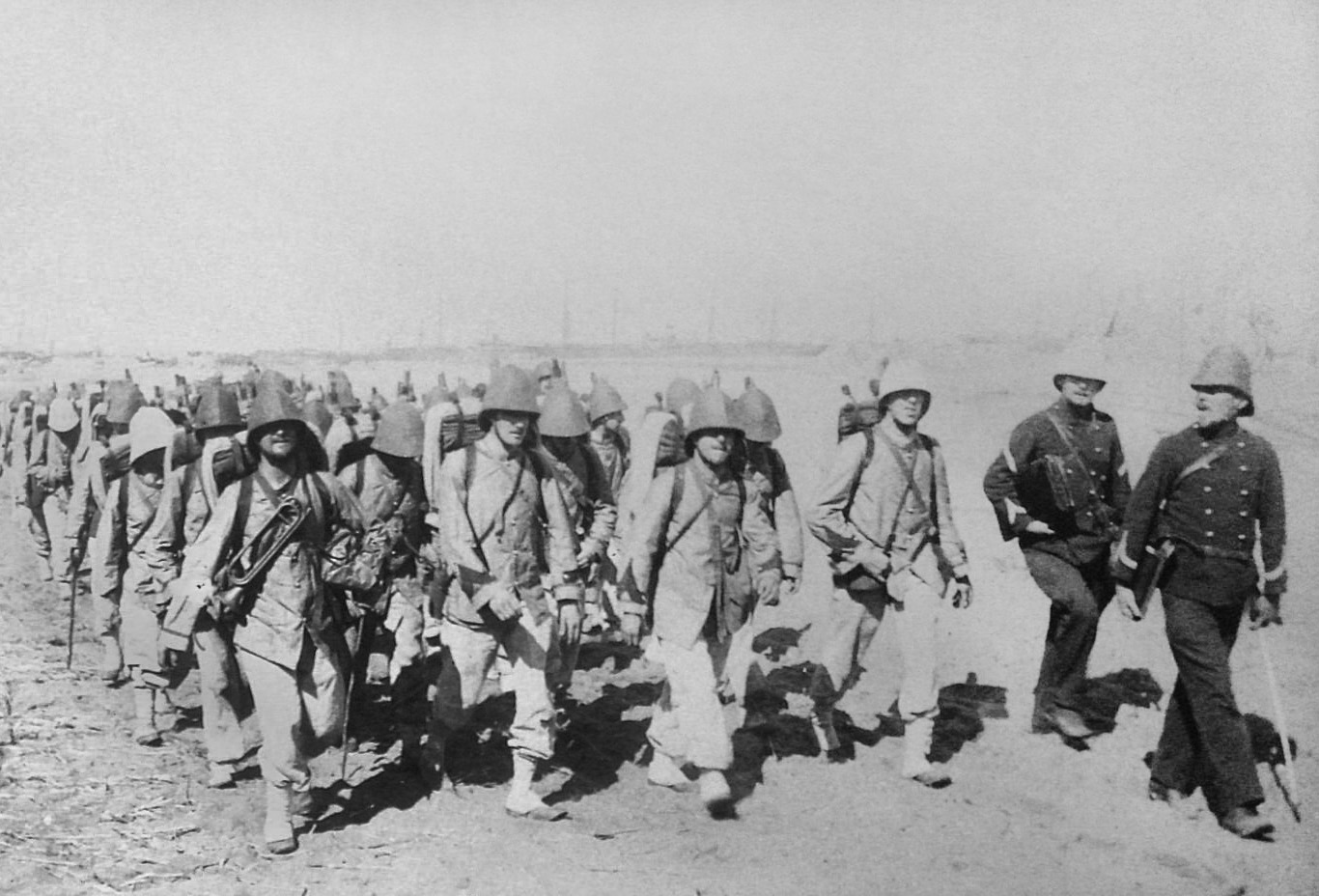
Desembarcament del 40 Battaillon de Chasseur à Pied a Majunga, entre el 5 i el 24 de maig de 1895

França va declarar l'illa protectorat el 1882 després d'arribar a un acord amb Gran Bretanya, que havia estat la primera potència europea a establir una influència i presència duradores a l'illa. Molesta per la cancel·lació de la Concessió Lambert i a la cerca de restaurar la propietat presa als ciutadans francesos, França va envair Madagascar en la primera expedició de Madagascar entre 1881 i 1882. Al finalitzar la guerra, Madagascar va cedir a França Antsiranana (Diego Suárez) a la costa nord i va pagar 560.000 francs d'or als hereus de Joseph-François Lambert. El 1885 es va establir el Protectorat de Madagascar. Mentrestant, a Europa, els diplomàtics van fer les particions del continent Africà a la Conferència de Berlín i van treballar en un acord pel qual la Gran Bretanya, a canvi d'obtenir el Sultanat de Zanzíbar, cedia l'illa de Helgoland a l'Imperi Alemany i renuncià a totes les reclamacions a Madagascar en favor de França. L'acord s'augurava nefast per l'antiga monarquia de Madagascar. El primer Ministre Rainilaiarivory havia aconseguit moure la Gran Bretanya i França una contra un altre, però ara França podria actuar sense por de les represàlies de la Gran Bretanya.
El 1895, una columna francesa va desembarcar a Mahajanga i van marxar pel riu Betsiboka cap a la capital, Antananarivo, va prendre la ciutat per sorpresa, ja que els seus defensors esperaven un atac des de la costa oriental. Vint soldats francesos van morir en combat, mentre que més de 6.000 va morir de malària i altres malalties abans d'acabar la segona expedició de Madagascar. L'1 d'octubre de 1895 un tractat de protectorat va confirmar el de 1885 (amb el nom de Protectorat de Madagascar). La revolta popular el 1896 va obligar a enviar a l'illa al general Joseph Gallieni que va prendre el control efectiu el 6 d'agost de 1896. El 28 de febrer de 1897 el parlament francès va votar a favor de l'annexio de l'illa com a Colònia de Madagascar, posant efectiu final al regne Imerina, deposant a la dinastia i enviant a la reina Ranavalona III en exili a l'Algèria francesa. Gallieni va governar amb ma de ferro fins al 1905.

## Geografia

### L'organització territorial

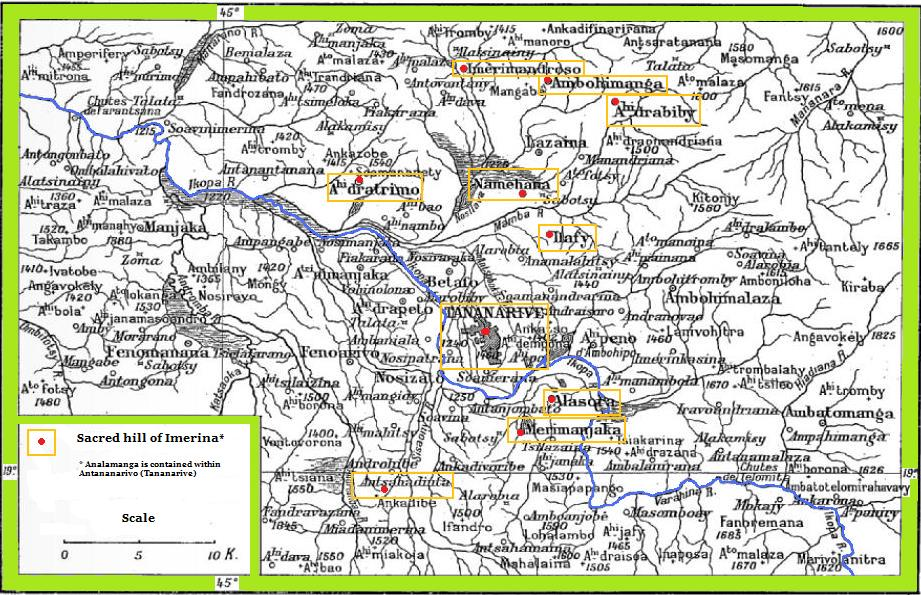
Turons sagrats d'Imerina

Andriamanelo establir el primer camp fortificat o rova (campament fortificat reial) a la seva capital a Alasora. Aquest palau fortificat tenia característiques específiques - hadivory (fosses seques), hadifetsy (trinxeres defensives) i vavahady (portes protegides per una gran pedra rodant en forma de disc que actuava com a barrera) - que va fer la ciutat més resistent als atacs vazimbes.
Sota Andrianjaka les polítiques i tàctiques van incrementar la separació entre el rei i els seus súbdits. Es va transformar divisions socials en divisions territorials mitjançant l'assignació a cada clan de una determinada regió geogràfica dins el seu regne.
Andrianjaka va unificar els principats en el que posteriorment foren designats com els dotze turons sagrats d'Imerina a Ambohitratrimo, Ambohimanga, Ilafy, Alasora, Antsahadita, Ambohimanambony, Analamanga, Ambohitrabiby, Namehana, Ambohidrapeto, Ambohijafy i Ambohimandranjaka. Aquests turons es va convertir en el cor espiritual d'Imerina, que va ser ampliat potsreiorment, més d'un segle més tard, quan Andrianampoinimerina va redistribuir els dotze turons sagrats per incloure diversos llocs diferents.
Sota Andriamasinavalona, el regne d'Imerina, estava format per sis províncies (toko): Avaradrano, constituït per Antananarivo i les terres al nord-est de la capital, incloent-hi Ambohimanga; Vakinisisaony, incloent-hi les terres al sud d'Avaradrano i amb capital a Alasora; Vonizongo al nord-oest d'Antananarivo amb la seva capital a Fihaonana; Marovatana al sud de Vonizongo, amb la seva capital a Ambohidratrimo; Ambodirano, al sud de Marovatana amb la seva capital a Fenoarivo; i Vakinankaratra al sud d'Antananarivo amb la seva capital a Betafo. Andrianampoinimerina va reunir aquestes províncies i va afegir Imamo a l'oest, la qual ha estat indicada per alguns historiadors com havent estar incorporada a Ambodirano, i per altres com formant una nova província separada; i Valalafotsy al nord-oest. Conjuntament, aquestes àrees constitueixen el nucli territori anomenat amb raó Imerina, la pàtria dels merines.